# Leichtathletik-Europameisterschaften 1954/200 m der Frauen

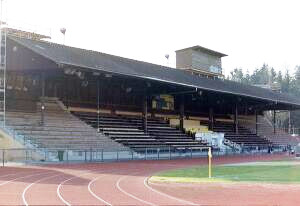
Tribüne des Stadions Neufeld in Bern

Der 200-Meter-Lauf der Frauen bei den Leichtathletik-Europameisterschaften 1954 wurde am 28. und 29. August 1954 im Stadion Neufeld in Bern ausgetragen.
In diesem Wettbewerb gab es einen Doppelsieg für die Sprinterinnen aus der UdSSR. Europameisterin wurde Marija Itkina vor der 100-Meter-Europameisterin Irina Turowa. Bronze ging an die Britin Shirley Hampton.

## Rekorde

### Bestehende Rekorde
| Weltrekord           | 23,4 s | Marjorie Jackson       | Olympische Spiele Helsinki, Finnland           | 25. Juli 1952      |
| Europarekord         | 23,6 s | Stanisława Walasiewicz | Warschau, Polen                                | 4. August 1935     |
| Meisterschaftsrekord | 23,8 s | Stanisława Walasiewicz | EM Wien, damals Deutschland (heute Österreich) | 18. September 1938 |

Der seit den ersten Europameisterschaften für Frauen 1938 in Wien bestehende EM-Rekord blieb auch in diesem Jahr unangetastet. Mit 24,3 s erzielte die sowjetische Europameisterin Marija Itkina im zweiten Halbfinale sowie im Finale die schnellste Zeit und blieb damit fünf Zehntelsekunde über dem Rekord. Zum Europarekord fehlten ihr sieben, zum Weltrekord neun Zehntelsekunden.

### Rekordverbesserung
Es wurde ein neuer Landesrekord aufgestellt:

24,4 s – Barbara Lerczak (Polen), Finale am 29. August

## Vorrunde
28. August 1954, 10:30 Uhr
Die Vorrunde wurde in vier Läufen durchgeführt. Die ersten drei Athletinnen pro Lauf – hellblau unterlegt – qualifizierten sich für das Halbfinale.

### Vorlauf 1
| Platz | Name               | Nation         | Zeit (s) |
| ----- | ------------------ | -------------- | -------- |
| 1     | Patricia Devine    | Großbritannien | 24,9     |
| 2     | Rimma Ulitkina     | Sowjetunion    | 24,9     |
| 3     | Helga Erny         | BR Deutschland | 25,4     |
| 4     | Anna-Lise Thoresen | Norwegen       | 25,4     |
| 5     | Josiane Fournet    | Frankreich     | 25,4     |

### Vorlauf 2
| Platz | Name             | Nation         | Zeit (s) |
| ----- | ---------------- | -------------- | -------- |
| 1     | Bertha van Duyne | Niederlande    | 24,9     |
| 2     | Charlotte Böhmer | BR Deutschland | 25,1     |
| 3     | Anne Johnson     | Großbritannien | 25,8     |
| 4     | Grete Jenny      | Österreich     | 26,6     |
| 5     | Aycan Önel       | Türkei         | 27,4     |

### Vorlauf 3
| Platz | Name              | Nation           | Zeit (s) |
| ----- | ----------------- | ---------------- | -------- |
| 1     | Shirley Hampton   | Großbritannien   | 24,5     |
| 2     | Barbara Lerczak   | Polen            | 24,5     |
| 3     | Irina Turowa      | Sowjetunion      | 24,6     |
| 4     | Libuše Strejčková | Tschechoslowakei | 25,6     |
| 5     | Trudy Hänseler    | Schweiz          | 26,5     |

### Vorlauf 4
| Platz | Name           | Nation         | Zeit (s) |
| ----- | -------------- | -------------- | -------- |
| 1     | Marija Itkina  | Sowjetunion    | 24,6     |
| 2     | Maria Jeibmann | BR Deutschland | 25,3     |
| 3     | Dicki van Dijk | Niederlande    | 25,5     |
| 4     | Sonja Pretot   | Schweiz        | 26,3     |

## Halbfinale
28. August 1954, 16:00 Uhr
In den beiden Halbfinalläufen qualifizierten sich die jeweils ersten drei Athletinnen – hellblau unterlegt – für das Finale.

### Lauf 1

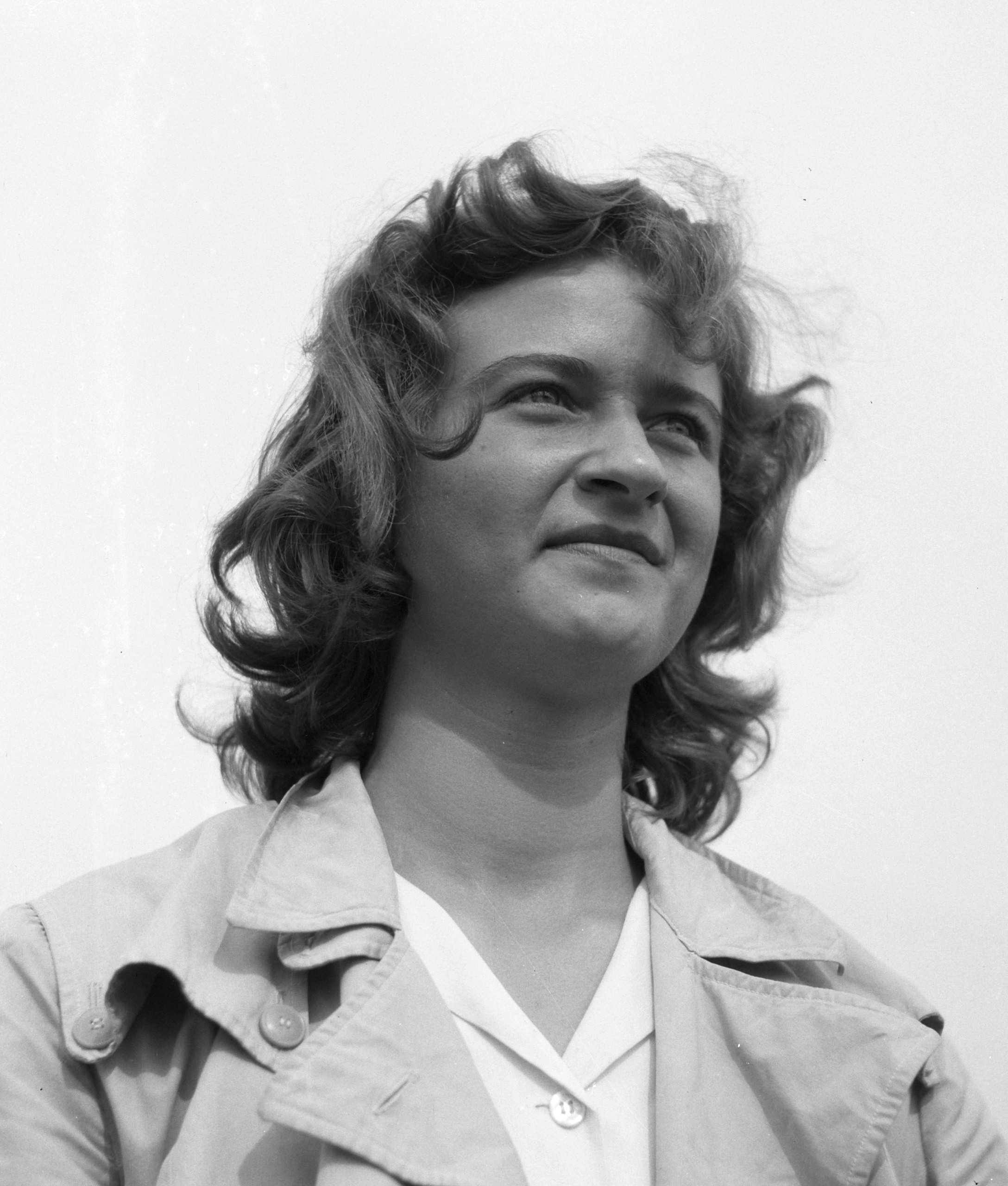
Die 100-Meter-Silbermedaillengewinnerin Bertha van Duyne trat im Halbfinale nicht an

| Platz | Name            | Nation         | Zeit (s) |
| ----- | --------------- | -------------- | -------- |
| 1     | Marija Itkina   | Sowjetunion    | 24,3     |
| 2     | Shirley Hampton | Großbritannien | 24,6     |
| 3     | Rimma Ulitkina  | Sowjetunion    | 24,8     |
| 4     | Patricia Devine | Großbritannien | 24,8     |
| 5     | Dicki van Dijk  | Niederlande    | 25,3     |
| 6     | Helga Erny      | BR Deutschland | 25,7     |

### Lauf 2
| Platz | Name             | Nation         | Zeit (s) |
| ----- | ---------------- | -------------- | -------- |
| 1     | Irina Turowa     | Sowjetunion    | 24,5     |
| 2     | Charlotte Böhmer | BR Deutschland | 24,9     |
| 3     | Barbara Lerczak  | Polen          | 24,9     |
| 4     | Maria Jeibmann   | BR Deutschland | 25,0     |
| 5     | Anne Johnson     | Großbritannien | 25,5     |
| DNS   | Bertha van Duyne | Niederlande    |          |

## Finale

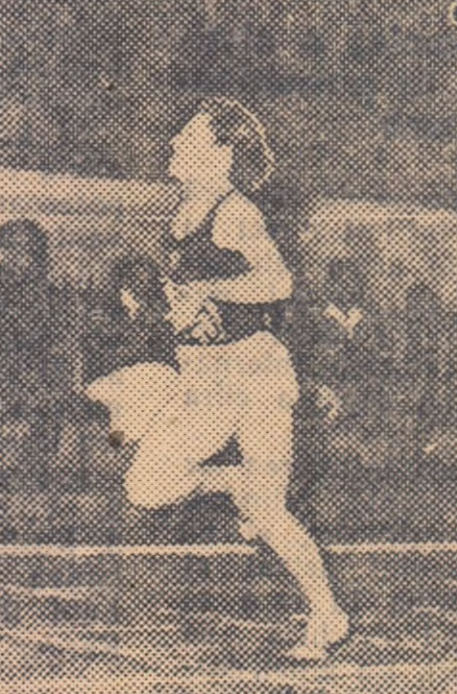
Marija Itkina errang hier in Bern über 200 Meter ihren ersten EM-Titel, zwei weitere folgten bis 1962 über jeweils 400 Meter
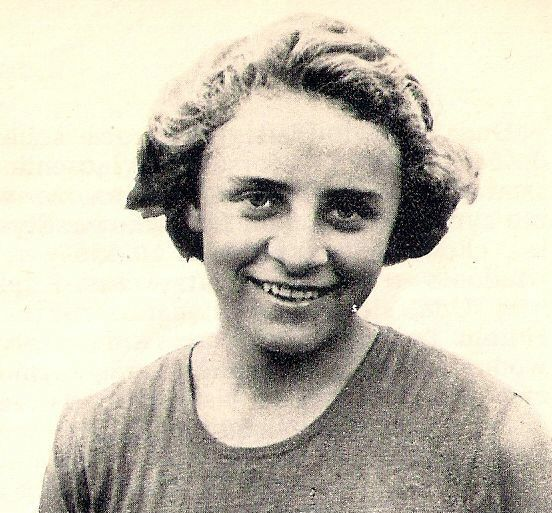
Barbara Lerczak, spätere Barbara Sobotta, erreichte Platz vier

29. August 1954, 15:15 Uhr
| Platz | Name             | Nation         | Zeit (s) |
| ----- | ---------------- | -------------- | -------- |
| 1     | Marija Itkina    | Sowjetunion    | 24,3     |
| 2     | Irina Turowa     | Sowjetunion    | 24,4     |
| 3     | Shirley Hampton  | Großbritannien | 24,4     |
| 4     | Barbara Lerczak  | Polen          | 24,4 NR  |
| 5     | Rimma Ulitkina   | Sowjetunion    | 24,7     |
| 6     | Charlotte Böhmer | BR Deutschland | 25,0     |